# Астрагал синайський
Астрага́л сина́йський, астрагал сінайський (Astragalus sinaicus) — вид трав'янистих рослин з родини бобових (Fabaceae).

## Опис
Однорічна густо відстовбурчено-волосиста рослина заввишки 3–8 см. Листки довгасто-овальні, закруглені або злегка виїмчасті, з обох сторін густо-волосисті. Період цвітіння: квітень. Віночок фіолетовий. Боби ланцетно-довгасті, майже прямі.

## Поширення
Поширений на Балканському півострові, Кримському півострові, у Туреччині й Кіпрі.
В Україні вид зростає на сухих кам'янистих схилах — у Криму, рідко (Севастополь, від Балаклави до Гурзуфа).